# Bogota
Bogotá (/ˌboʊɡəˈtɑː/, španščina [boɣoˈta]), uradno Bogotá, Distrito Capital, ki je bil v preteklosti v španskem obdobju in med letoma 1991 in 2000 znana kot Santa Fe de Bogotá, je glavno in največje mesto Kolumbije, ki se upravlja kot okrožje Capital District, pa tudi glavno mesto okoliškega departmaja Cundinamarca, čeprav ni njegov del. Bogotá je teritorialna enota prvega reda z enakim upravnim statusom kot departmaji Kolumbije. Je politično, gospodarsko, upravno in industrijsko središče države.
Bogoto je kot prestolnico Novega kraljestva Granada 6. avgusta 1538 ustanovil španski konkvistador Gonzalo Jiménez de Quesada po ostri odpravi v Ande, ki je osvojila ljudstvo Muisca, avtohtone prebivalce Altiplana. Santafé (njegovo ime po 1540) je postal sedež vlade španske kraljeve Audiencia Novega kraljestva Granada (ustanovljena leta 1550), nato pa je bilo po letu 1717 glavno mesto podkraljestva Nova Granada. Po bitki pri Boyaci 7. avgusta 1819 je Bogotá postala glavno mesto neodvisne države Velike Kolumbije. Simón Bolívar je bil tisti, ki je mesto ponovno krstil z imenom Bogotá, kot način počastitve ljudstva Muisca in kot dejanje emancipacije proti španski kroni. Tako je Bogotá od neodvisnosti Nove Granade od španskega imperija in med nastankom današnje Kolumbije ostala glavno mesto tega ozemlja.
Mesto leži v središču Kolumbije, na visoki planoti, znani kot savana Bogotá, ki je del Altiplano Cundiboyacense, ki je v  Cordillera Oriental v Andih. Bogotá je za Quitom in La Pazom tretja najvišja prestolnica v Južni Ameriki in na svetu, s povprečno 2640 metri  nad morsko gladino. Bogotá, razdeljena na 20 okrajev, ima površino 1587 kvadratnih kilometrov in razmeroma hladno podnebje, ki je stalno skozi vse leto.
V mestu so osrednji uradi izvršilne veje (Urad predsednika), zakonodajne veje (Kolumbijski kongres) in sodne veje veje (Vrhovno sodišče, Ustavno sodišče, Državni svet in Višji sodni svet) kolumbijske vlade. Bogotá izstopa po svoji gospodarski moči in povezani finančni zrelosti, privlačnosti za globalna podjetja in kakovosti človeškega kapitala. Je finančno in trgovsko srce Kolumbije, z največjo poslovno dejavnostjo od vseh mest v državi. Prestolnica gosti glavni finančni trg v Kolumbiji in Andski naravni regiji ter je vodilna destinacija za nove projekte neposrednih tujih naložb, ki prihajajo v Latinsko Ameriko in Kolumbijo. Ima najvišji nominalni BDP v državi, ki je odgovoren za skoraj četrtino celotnega nacionalnega BDP (24,7 %).
Mestno letališče, Mednarodno letališče El Dorado, poimenovano po mitskem El Doradu, prevaža največjo količino tovora v Latinski Ameriki in je tretje po številu ljudi. V Bogoti ima sedež največ univerz in raziskovalnih središč v državi  in je pomembno kulturno središče s številnimi gledališči, knjižnicami in muzeji, mdr. Boterovim muzejem. Bogotá se uvršča na 52. mesto na Globalnem indeksu mest 2014   in ga GaWC leta 2020 šteje za svetovno vrsto mesta "Beta +". 

## Ime
Ime Bogota ustreza španski izgovorjavi Čibča Bacatá (ali Muyquytá), ki je bilo ime sosednjega naselja med sodobnima mestoma Funza in Cota. Obstajajo različna mnenja o pomenu besede Muyquytá, najbolj sprejeto pa je, da v jeziku Čibča pomeni "obzidje kmetijskih zemljišč". Drug priljubljen prevod trdi, da pomeni "Gospa iz Andov". Poleg tega beseda Andi v jeziku Ajmara pomeni "svetleča gora", in je torej popolni leksikalni pomen Bogote kot "Gospa svetleče gore" (vendar upoštevajte, da jezik ljudstva Muisca ni bil ajmarščina, ampak čibča). Drugi namigujejo, da je bilo Bacatá ime Muisca cacique, ki je vladal deželi pred prihodom Špancev. Jiménez de Quesada je dal naselju ime "Gospa upanja", španska krona pa mu je dala ime Santafé (Sveta vera) leta 1540, ko je bilo imenovano za mesto. Muisca, avtohtoni prebivalci regije, so kraj, na katerem je bilo ustanovljeno mesto, imenovali Thybzaca ali "Staro mesto".
Območje sodobne Bogote je bilo najprej naseljeno s skupinami avtohtonih prebivalcev, ki so se preselili na jug na podlagi povezave z drugimi jeziki čibča; savana Bogotá je bila najjužnejša skupina, ki je govorila čibča, ki obstaja od Nikaragve do Andov v Kolumbiji. Civilizacija, ki so jo zgradili Muisca, ki so se naselili v dolinah in na rodovitnih višavjih in obkrožajo Altiplano Cundiboyacense (sodobna departmaja Cundinamarca in Boyacá ter majhni deli Santanderja), je bila ena od velikih civilizacij v Ameriki. Ime Muisca konfederacija je dobilo ohlapno egalitarno družbo različnih poglavarjev (caciques), ki so živeli v majhnih naseljih z največ 100 bohíos. Ljudska kmetijska in solna družba je bila bogata z zlatom, trgovino in mumificiranjem. Religijo Muisca so sestavljali različni bogovi, večinoma povezani z naravnimi pojavi, kot sta Sonce (Sué) in njegova žena, Luna; Chía, dež Chibchacum, mavrična Cuchavira in z gradnjo in pogostitvijo (Nencatacoa) in modrostjo (Bochica). Njihov zapleten lunin-sončni koledar, ki ga je dešifriral Manuel Izquierdo na podlagi dela Duquesneja, je sledil trem različnim nizom let, kjer so bili predstavljeni zvezdni in sinodični meseci. Njihovo astronomsko znanje je predstavljeno v eni redkih ohranjenih znamenitosti arhitekture Muisca v El Infiernitu zunaj Villa de Leyva severno od Bogote.

### Predkolumbovsko obdobje
Prve populacije, ki so naseljevale današnje metropolitansko območje Bogote, so bile lovci-nabiralci v poznem pleistocenu. Najstarejši datumski dokaz doslej je bil odkrit v El Abri (12.500 pred sedanjostjo), severno od Zipaquirá. Nekoliko kasneje datirana izkopavanja v kamnitem zavetišču jugozahodno od mesta v Soachi so zagotovila starost ~11.000 pred sedanjostjo – Tequendama. Od okoli leta 0. našega štetja so Muisca udomačili morske prašičke, ki so bili del njihove mesne prehrane. Ljudje, ki so v poznem 15. stoletju naselili savano Bogotá, so bili Muisca, ki so govoril muysccubun, član jezikovne družine čibča. Muisca pomeni "ljudje" ali "oseba", kar pomeni "ljudje Muisca", kako se imenujejo tavtologija. Ob prihodu španskih konkvistadorjev je bilo ocenjeno, da je bilo v savani Bogotá okoli pol milijona avtohtonih prebivalcev Muisca in do dva milijona v Konfederaciji Muisca. Zasedali so visokogorje in blage podnebne boke med gorovjem Sumapaz na jugozahodu in zasneženim vrhom Cocuy na severovzhodu, pokrivali so približno 25.000 km² visoke planote, velik del današnjega departmaja Boyacá in majhno območje v regiji Santander.
Trgovina je bila najpomembnejša dejavnost ljudstva Muisca z drugimi sosedami, kot so Guane, Lache in U'wa ter s skupinami, ki govorijo karibsko, kot so Muzo ali "Emerald". Njihovo znanje o pridelavi soli iz slanic, naloga, ki je bila posvečena izključno ženskam Muisca, jim je dalo ime »Solinarji«. Tropsko sadje, ki ni raslo na hladnem višavju, pa tudi koka, bombaž in zlato se je prodajalo na tržnicah, ki so potekale vsake štiri dni. Na teh pogostih tržnicah so Muisca pridobivali raznovrstno luksuzno blago, ki se v sodobnem smislu zdi ničvredno, pa tudi plemenite kovine in drage kamne, ki se nam zdijo dragoceni in ki jih je bilo v izobilju in so jih uporabljali za različne namene. Bojevniški eliti Muisca je bilo dovoljeno nositi pernate krone iz perja papig in ar, katerih habitat je bil vzhodno od Andov; aravakansko govoreči Guayupe, Tegua in Achagua.
Kuhinja Muisca je bila sestavljena iz stabilne in raznolike prehrane gomoljev, krompirja in sadja. Koruza je bila glavna sestavina, ki so jo gojili na dvignjenih in namakanih terasah. V jeziku muysccubun obstaja veliko besed za koruzo ter različne vrste in oblike le-te. Izdelek je bil tudi osnova za čičo; alkoholna pijača ljudi, ki se še danes prodaja v osrednji Bogoti. To je bila pijača, ki so jo uporabljali za praznovanje pri gradnji hiš, ob žetvi in setvi, obrednih praksah okoli različnih svetih krajev Altiplana, glasbe in plesov, trgovanja na posebnih sejmih z bolj oddaljenimi trgovskimi avtohtonimi skupinami Kolumbije in za inavguracijo novega član skupnosti; zipas, zaques, caciques in verski vladar iraca iz Svetega mesta sonca Sugamuxi.

### Pohod Gonzala Jiméneza de Quesade in španska zasedba
Od leta 1533 je vztrajalo prepričanje, da je Río Grande de la Magdalena pot v Južno morje, v Perú, legendarni El Dorado. Tako je bil tarča Gonzala Jiméneza de Quesade, granadskega konkvistadorja, ki je 6. aprila 1536 zapustil Santa Marto z 800 vojaki in se napotil proti notranjosti sedanje Kolumbije. Odprava je bila razdeljena v dve skupini, ena pod Quesadinim poveljstvom, da se premakne po kopnem, druga pa pod poveljstvom Diega de Urbina, ki bi šla navzgor po reki s štirimi brigantinskimi ladjami, in bi se kasneje srečala s četami Quesada na mestu, imenovanem Tora de las Barrancas Bermejas. Ko so prispeli, so slišali novice o Indijancih, ki naseljujejo jug in izdelujejo velike slane pogače, ki so jih uporabljali za trgovanje z divjim bombažem in ribami. Jiménez de Quesada se je odločil opustiti pot v Peru in prečkati goro v iskanju slanih vasi. Videli so pridelke, steze, bele slanice in nato koče, kjer so našli koruzo, juko in fižol. Od Tore se je odprava odpravila navzgor po reki Opón in našla domorodce, ki so nosili zelo fino pobarvane bombažne plašče. Ko so 9. marca 1537 prispeli na ozemlja Muisca na Andski planoti, je od odprave, ki je zapustila Santa Marto, ostalo le 162 mož.
V trenutku španskega osvajanja je bil zipa Tisquesusa. Njegov glavni bohío je bil v majhni vasici Bacatá z drugimi v Funzi in Cajici, ki je dala ime današnjemu glavnemu mestu Kolumbije. Bacatá je bila dejansko v bližini sodobne lokacije mesta Funza. Uresničila se je prerokba v njegovem življenju; umrl bi, kopal bi se v svoji krvi. Ko je Funzo branil z zmanjšano vojsko guecha bojevnikov pred močno izčrpanimi, a močno oboroženimi tujci, je njegova vladavina 20. aprila 1537 padla v roke Gonzala Jiméneza de Quesade in njegovega mlajšega brata Hernána Péreza. Po njegovi smrti je njegov brat Sagipa postal zadnji zipa, v nasprotju z dediščinsko tradicijo Muisca. Sagipa je bil včasih glavni kapitan pri Tisquesusu, vendar se je hitro podredil španskim vladarjem. Prvi encomenderos so od avtohtonih prebivalcev zahtevali visoke cene dragocenih proizvodov in kmetijske proizvodnje. Poleg tega so epidemije evropskih virusov izničile populacijo, od katerih je bilo v tedanji Boyacá v 100 letih ubitih 65–85 % Muisca ljudi.
Jiménez de Quesada se je odločil, da bo leta 1538 na tem območju ustanovil vojaški kamp, na mestu, ki je danes znan kot trg Chorro de Quevedo. Temelj je bil postavljen z gradnjo 12 hiš iz trsja, kar se je nanašalo na dvanajst apostolov, in z izgradnjo predhodne cerkve, prav tako iz trsja. Z obhajanjem prve maše v kampu, ki jo je daroval dominikanski pater Domingo de las Casas, je bilo 6. avgusta 1538 ustanovljeno mesto z imenom Nuestra Señora de la Esperanza (Gospa upanja). Quesada je položil desno nogo na golo zemljo in preprosto rekel: »Prevzamem to zemljo v imenu najbolj suverenega cesarja Karla V.«
Ta ustanovitev pa ni bila pravilna, saj ni bil ustanovljen noben mestni svet in niso bili imenovani mestni uradniki, pa tudi ni bilo drugih pravnih pogojev za uradno ustanovitev. Posledično se je uradna ustanovitev zgodila šele približno osem mesecev pozneje, 27. aprila 1539, na mestu blizu ene od rekreacijskih dežel zipe, imenovane Theusa ali Theusaquillo. Ta uradna ustanovitev je vključevala uradno slovesnost imenovanja sveta in uradnikov ter razmejitve ulic in zemljišč, pri čemer sta bila prisotna konkvistadorja Sebastián de Belalcázar in Nikolaus Federmann. Čeprav je bil to uradni datum ustanovitve, se tradicionalno za datum dejanske ustanovitve šteje 6. avgust 1538.
Vas je dobila 27. julija 1540 naziv mesto z dekretom Karla V., ki je spremenil ime mesta iz Gospe upanja v Santa Fe (Sveta vera), po imenu mesta v bližini Granade, kjer je Jiménez de Quesada odraščal. Jiménez de Quesada in osvajalca De Belalcázar in Federmann so aprila 1539 odšli v Španijo in skupaj 6. aprila 1539 ustanovili Guataquí. Vladavina nad novoustanovljenim Novim kraljestvom Granada je bila prepuščena bratu Jiméneza de Quesade, Hernanu Pérezu de Quesadi. Prvi župani mesta so bili kapitani Pedro de Arevalo y Jeronimo de Inzar. Mesto je 17. avgusta 1575 z odlokom Filipa II. pridobilo naslov Muy Noble y Muy Leal (Zelo plemenit in zvest). Bogotá, takrat imenovana Santa Fe, je kasneje postala prestolnica poznejšega podkraljestva Nova Granada.

### Španska kolonizacija
Mesto je vodil mestni župan in kapitul, ki sta ga sestavljala dva svetnika, ki sta mu pomagala policist in šef policije. Za boljše upravljanje teh domen je bila aprila 1550 organizirana Real Audiencia (pritožbeno sodišče v Španiji in njenem imperiju) v Santa féju. Santa Fe (ali Santafé) je postal sedež vlade Novega kraljestva Granada. Štirinajst let pozneje, leta 1564, je španska krona imenovala prvega predsednika Real Audiencie, Andrésa Díaza Venera de Leyvo. Kapitul in Real Audiencia sta bila na drugi strani današnjega trga Plaza de Bolívar (tedaj imenovanega Plaza Mayor ali Glavni trg). Ulica, ki povezuje Glavni trg in Trg zelišč - zdaj Santander Park - se je imenovala Calle Real (Kraljevska ulica), zdaj Carrera Séptima (ali "Sedma ulica"; poteka  od gora proti vzhodu mesta). Po letu 1717 je Santa fé postal glavno mesto podkraljestva Nova Granada.
Prebivalstvo, ki so ga oblikovali Evropejci, mestici, staroselci in sužnji, je od druge polovice 16. stoletja začelo hitro naraščati. Popis iz leta 1789 je zabeležil 18.161 prebivalcev, do leta 1819 pa je mestno prebivalstvo doseglo 30.000 prebivalcev, razporejenih v 195 blokov. Pomen se je povečal z ustanovitvijo škofije.

### 19. stoletje
Politično nelagodje zaradi španske monarhije in pravic državljanov, rojenih v Ameriki, je bilo čutiti po vseh španskih kolonijah v Ameriki in je bilo izraženo v Novi Granadi na različne načine, kar je pospešilo gibanje k neodvisnosti. Eden najbolj transcendentnih je bila vstaja Comuneros, nemir domačinov, ki se je začela marca 1781 v Villa del Socorro — sedanjem departmaju Santander  Španske oblasti so zadušile nemire, José Antonio Galán, vodja, pa je bil usmrčen. Je pa pustil pečat. Eden od vojakov, ki je bil priča njegovi usmrtitvi, je bil intelektualno radoveden, plemenit najstnik po imenu Antonio Nariño, ki je bil tako nad uporom kot nad usmrtitvijo zelo navdušen. Nariño je postal politik v Santa féju in se seznanil z liberalnimi idejami, ki so bile v modi v Evropi. Začel je organizirati tajna srečanja z drugimi intelektualci in politiki, da bi razpravljali in spodbujali neodvisnost ameriških kolonij od španske krone. Leta 1794 je Nariño tajno prevedel in objavil v Santa Feju Deklaracijo o pravicah človeka in državljana, kopije njegovega prevoda pa so bile razdeljene po vsej celini in začele vznemirjati politično miselnost tistega časa. Španska vlada je prepovedala distribucijo brošure in kmalu odkrila gradivo ter zažgala vse izvode, ki so jih našli. Nariño je bil aretiran 29. avgusta 1794 in obsojen na deset let zapora in zaplembo vsega premoženja, leto pozneje pa je bil poslan v izgnanstvo. Preganjali so tudi tiste, ki so bili osumljeni, da so del Nariñovega intelektualnega kroga, vendar so njegove ideje postale zelo razširjene.
Leta 1807, po francoski invaziji na Španijo in kasnejši abdikaciji Bourbonov v Španiji, ki jo je izsilil Napoleon, da je krono podelil svojemu bratu Josephu, kar je povzročilo uničenje španske administracije, je v Španiji in ameriških kolonijah ustvarilo lokalne odporniške vlade, imenovane hunte (med špansko-ameriško neodvisnostjo je bila vrsta vlade, oblikovana kot domoljubna alternativa španski kolonialni vladi). Razpustitev vrhovne centralne hunte po nizu vojaških porazov v španskih četah je spodbudila nastanek lokalnih hunt po vsej Latinski Ameriki, ki so zelo kmalu utrdile neodvisne ideje, ki so že bile v modi. Po ustanovitvi hunte v Cartageni de Indias 22. maja 1810 in v mnogih drugih mestih po vsem podkraljestvu je bila 20. julija 1810 ustanovljena Junta de Santa Fe, kar se pogosto imenuje kolumbijska deklaracija neodvisnosti. Junta je sprejela ime "Vrhovna hunta Novega kraljestva Granada" in najprej prisegla zvestobo podkralju Antoniu Joséju Amarju y Borbónu in ga imenovala za predsednika, nato pa je bil pet dni pozneje odstavljen in aretiran. Po razglasitvi neodvisnosti od Španije so različne hunte poskušale ustanoviti kongres provinc, vendar jim to ni uspelo in kmalu so se pojavili vojaški spopadi.
Obdobje med letoma 1810 in 1816 je zaznamoval intenziven spor med federalističnimi in centralističnimi frakcijami glede narave nove vlade nedavno emancipiranih hunt, obdobje, ki je postalo znano kot la Patria Boba. Provinca Santa fé je postala svobodna in neodvisna država Cundinamarca, ki se je kmalu zapletla v državljansko vojno proti drugim lokalnim huntam, ki so se združile v Združene province Nova Granada in se zavzemale za federalistični vladni sistem. Po neuspelem vojaškem pohodu proti Quitu je general Simón Bolívar iz Združenih provinc vodil kampanjo, ki je decembra 1814 privedla do predaje province Cundinamarca.
V Španiji se je končala vojna, španska monarhija je bila obnovljena 11. decembra 1813. Španski kralj Ferdinand VII. je vstaje v kolonijah razglasil za nezakonite in poslal veliko vojsko, da bi zadušil upore in ponovno osvojil izgubljene kolonije, za kar je imenoval generala  Pabla Morilloja. Morillo je vodil uspešno vojaško kampanjo, ki je dosegla vrhunec z zavzetjem Santa féja 6. maja 1816.
Leta 1819 je Bolívar začel svojo kampanjo za osvoboditev Nove Granade. Po vrsti bitk, od katerih je bila zadnja bitka pri Boyacá, je republikanska vojska pod vodstvom Bolívarja očistila pot do Santa féja, kamor je zmagovalno prispel 10. avgusta 1819. Simón Bolívar je bil tisti, ki je mesto ponovno krstil z imenom Bogotá, da bi počastili ljudstvo Muisca in poudarili osamosvojitev od Španije. Bogotá je nato postala glavno mesto Velike Kolumbije.
Med letoma 1819 in 1849 ni bilo temeljnih strukturnih sprememb iz kolonialnega obdobja. Do sredine 19. stoletja je bila sprejeta vrsta temeljnih reform, med katerimi so bile nekatere najpomembnejše ukinitev suženjstva in verske, izobraževalne, tiskarske in govorne industrije ter svobode trgovine. V 1870-ih je radikalizem pospešil reforme, državne in družbene institucije pa so bile bistveno spremenjene. Vendar pa se je država v drugi polovici stoletja soočala s stalnimi razglasi, izjavami o uporih med državami in frakcijami, ki so povzročile državljanske vojne: zadnja in najbolj krvava je bila tisočdnevna vojna od 1899 do 1902.
Leta 1823, nekaj let po nastanku Velike Kolumbije, je bila javna knjižnica, zdaj Narodna knjižnica, razširjena in posodobljena z novimi zvezki in boljšimi prostori. Ustanovljen je bil Narodni muzej. Te ustanove so bile velikega pomena za kulturni razvoj nove republike. Centralna univerza je bila prva državna šola, predhodnica sedanje narodne univerze, ustanovljene leta 1867 s sedežem v Bogoti.

### Obnova
Predsednik Rafael Núñez je razglasil konec federalizma in leta 1886 je država postala centralistična republika, ki ji je do leta 1981 vladala veljavna ustava – razen nekaj sprememb. Sredi političnih in administrativnih avatarjev je Bogotá ostala glavno mesto in glavno politično središče države.
Iz le 20.000 ljudi leta 1793 je mesto naraslo na približno 117.000 ljudi leta 1912. Rast prebivalstva je bila po letu 1870 hitra, predvsem zaradi izseljevanja iz vzhodnega visokogorja.

### 20. stoletje
V začetku 20. stoletja se je morala Kolumbija soočiti z uničujočimi posledicami tisočdnevne vojne, ki je trajala od 1899 do 1902 in izgube Paname. Med letoma 1904 in 1909 je bila ponovno vzpostavljena zakonitost liberalne stranke in predsednik Rafael Reyes si je prizadeval uvesti nacionalno vlado. Mir in državna reorganizacija sta povzročila povečanje gospodarskih aktivnosti. Bogotá je začela globoko arhitekturno in urbano preobrazbo s pomembnim povečanjem industrijske in obrtniške proizvodnje. Leta 1910 se je v Parku neodvisnosti odvijala Industrijska razstava stoletja. Zgrajene stojnice so dokazovale dosežen napredek v industriji, obrtništvu, lepih umetnostih, elektriki in strojih. Obdobje od 1910 do 1930 je označeno kot konservativna hegemonija. Med letoma 1924 in 1928 so se začeli trdi sindikalni boji, z naftnimi polji in stavkami delavcev v coni banan, zaradi česar so umrli številni ljudje.
Bogotá praktično ni imela industrije. Proizvodnja je bila v bistvu obrtniško delo, združeno na določenih mestih, podobno kot komercialni sektorji. Plaza de Bolívar in okolica sta imela trgovine s klobuki, na Calle del Comercio – sedanji Carrera Seventh – in Calle Florián – zdaj Carrera Eight – so odprle svoja vrata luksuzne trgovine, ki so prodajale uvožene izdelke; pri Pasaje Hernándezu so nudile svoje storitve krojaške trgovine, med letoma 1870 in 1883 pa so svoja vrata odprle štiri glavne banke: Bogotá, Colombia, Popular in Mortgage Credit banks.
Po ubojih v coni banan in delitvi konservativnih strank je leta 1930 prevzel funkcijo Enrique Olaya Herrera. Liberalna stranka je v 16 letih tako imenovane Liberalne republike reformirala kmetijski, socialni, politični, delovni, izobraževalni, gospodarski in upravni sektor. Sindikalizem se je okrepil in pokritost izobraževanja se je razširila.
Razlog za slavje je bilo veliko število infrastrukturnih del, novogradenj in virov dela. Po razdelitvi liberalnih strank leta 1946 je konservativni kandidat leta 1948 znova prevzel predsedniško funkcijo, po umoru liberalnega voditelja Jorgeja Eliécerja Gaitána je bilo središče Bogote praktično uničeno, ko je vladalo nasilje. Od takrat so se mestni, arhitekturni in populacijski sektor Bogote bistveno reorganizirali.
Z ustavo iz leta 1991 je bila Bogota potrjena kot glavno mesto Kolumbije, hkrati pa pridobila tudi staro ime Santa Fe de Bogotá in zamenjala naziv posebno okrožje v »glavno okrožje« (špansko: Distrito Capital). Avgusta leta 2000 je bilo ime mesta uradno zamenjano iz starega »Santa Fé de Bogotá« v »Bogotá«.

## Geografija
Bogotá leži v jugovzhodnem delu savane Bogotá (Sabana de Bogotá) na povprečni nadmorski višini 2640 metrov nad morsko gladino. Savana Bogotá se popularno imenuje "savana" (sabana), vendar je pravzaprav visoka planota v Andih, del razširjene regije, znane kot Altiplano Cundiboyacense, kar dobesedno pomeni »visoka planota Cundinamarca in Boyacá«. Bogotá je na svoji nadmorski višini največje mesto na svetu; ni mestnega območja, ki bi bilo višje in bolj naseljeno od Bogote.
Na skrajnem jugu okrožja Bogota je največji neprekinjen páramo ekosistem na svetu; Sumapaz páramo v kraju Sumapaz.
Reka Bogota, ki teče SV-JZ, prečka savano in na jugu tvori slapove Tequendama (Salto del Tequendama). Reka in pritoki tvorijo doline s cvetočimi vasmi, katerih gospodarstvo temelji na kmetijstvu, živinoreji in obrti.
Savana na vzhodu meji na Cordillero Oriental gorskega območja Andov. Vzhodni hribi, ki omejujejo rast mesta, potekajo od juga proti severu in vzhodno od središča tvorijo gorovja Guadalupe in Monserrate. Zahodna meja mesta je reka Bogota. Sumapaz paramo (močvirje) meji na jugu, na severu pa Bogota sega čez planoto do mest Chía in Sopó.
Večina mokrišč v regiji Bogota je izginila. V 1960-ih so pokrivala skoraj 50.000 hektarjev, leta 2019 pa le 727, kar pomeni 98-odstotno stopnjo izginotja.

### Podnebje
Bogota ima oceansko podnebje (Köppen Cfb), ki meji na toplo poletno sredozemsko podnebje (Csb). Povprečna temperatura je 14,5 °C in se giblje od 6 do 19 °C v sončnih dneh do 10 do 18 °C v deževnih dneh. Suha in deževna doba se izmenjujeta skozi vse leto. Najbolj suhi meseci so december, januar, julij in avgust. Najtoplejši mesec je marec, ki prinaša največ 19,7 °C. Najhladnejše noči so v januarju, s povprečjem 7,6 °C v mestu; megla je zelo običajna zgodaj zjutraj, 220 dni na leto, medtem ko je jasno nebo sončni dnevi precej nenavadni.
Uradna najvišja zabeležena temperatura znotraj mestnih meja je bila 30,0 °C, najnižja zabeležena temperatura pa −7,1 °C, obe na letališču Guaymaral.
Najbolj deževni meseci so april, maj, september, oktober in november, v katerih so značilni dnevi večinoma oblačni, z nizkimi oblaki in nekaj vetrov, ki prinašajo najvišje temperature 18 °C in najnižje 7 °C.
Zaradi nizke zemljepisne širine in velike nadmorske višine ima Bogotá povprečno 12 ur dnevne svetlobe in 11+ ultravijoličnega sevanja skozi celo leto.

## Upravna delitev
Bogotá je razdeljena na 20 okrožij. Bogatejši sloj poseljuje pretežno severne in severovzhodne predele mesta, najrevnejša okrožja pa so na jugu in jugozahodu. Z vsakim od okrožij upravlja voljeni upravni odbor, v katerem je najmanj sedem članov. Glavni župan imenuje lokalne župane s seznama, ki ga predlaga posamezni upravni odbor. 
Okrožja so (glej karto): 1 - Usaquén, 2 - Chapinero, 3 - Santafé, 4- San Cristóbal, 5 - Usme, 6 - Tunjuelito, 7 - Bosa, 8 - Kennedy, 9 - Fontibón, 10 - Engativá, 11 - Suba, 12 - Barrios Unidos, 13 - Teusaquillo, 14 - Los Mártires, 15 - Antonio Nariño, 16 - Puente Aranda, 17 - La Candelaria, 18 - Rafael Uribe, 19 - Ciudad Bolívar, 20 - Sumapaz
V metropolitanskem območju pa še: Bogotá, Soacha, Chía, Facatativá, Zipaquirá, Mosquera, Madrid, Funza, Cajicá, Sibaté, Tocancipá, La Calera, Sopó, Tabio, Cota, Tenjo, Gachancipá, Bojacá.

## Demografija
Največje in najbolj naseljeno mesto v Kolumbiji, Bogotá, je imela 7.412.566 prebivalcev znotraj meja mesta (popis 2018), z gostoto prebivalstva približno 4310 prebivalcev na kvadratni kilometer. Samo 25.166 ljudi živi na podeželju Capital District. 47,8 % prebivalstva je moških in 52,2 % žensk.
V Bogoti, tako kot v preostali državi, se je urbanizacija pospešila zaradi industrializacije ter zapletenih političnih in družbenih razlogov, kot sta revščina in nasilje, ki so v 20. in 21. stoletju privedli do migracij iz podeželja v urbana območja. Dramatičen primer tega je število razseljenih ljudi, ki so prispeli v Bogoto zaradi notranjega oboroženega spopada.
Nekatere ocene kažejo, da bi lahko prebivalstvo Bogote doseglo 4 milijone ljudi, večinoma so delavci migranti iz drugih departmajev in razseljeni ljudje.

### Etnične skupine
Etnična sestava mestnega prebivalstva vključuje manjšine afrokolumbijskih prebivalcev (0,9 %) in domorodne Američane (0,3 %); 98,8 % prebivalstva nima nobene etnične pripadnosti, so pa mestici in belci.
V Bogoti pospešen proces urbanizacije ni izključno posledica industrializacije, saj obstajajo kompleksni politični in družbeni razlogi, kot sta revščina in nasilje, ki so skozi 20. stoletje spodbujali migracije s podeželja v mesto in določali eksponentno rast prebivalstva v Bogoti in vzpostavitev revnih pasov v njeni okolici. Po podatkih Consultancy for Human Rights Codhes je v obdobju 1999–2005 v Bogoto prispelo več kot 260.000 razseljenih ljudi, kar je približno 3,8 % celotnega prebivalstva Bogote. Lokacije, kjer je koncentrirana večina razseljenega prebivalstva, so Ciudad Bolivar, Kennedy, Bosa in Usme.

## Gospodarstvo
Bogotá je glavno gospodarsko in industrijsko središče Kolumbije. Kolumbijska vlada spodbuja uvoz investicijskega blaga, Bogota pa je ena glavnih destinacij tega uvoza.
Gospodarstvo Bogote se je močno okrepilo zaradi novih nakupovalnih središč, zgrajenih v zadnjih nekaj letih. Od decembra 2011 je poleg obstoječih 100 nakupovalnih središč načrtovanih več kot 160 novih nakupovalnih središč. Pomembna nakupovalna središča so: Centro Andino, Centro Mayor, Santafé, Gran Estación, Portal de la 80, Titán Plaza, Calima, Atlantis Plaza, Unicentro, Hayuelos.

### Turizem
Delež potovanj in turizma v skupnem BDP mesta znaša 2,5 %. Bogota je odgovorna za 56 % turizma, ki prispe v Kolumbijo, in je dom 1423 multinacionalnih podjetij. Bogotá je tudi visoko uvrščena kot svetovno mesto, kjer se opravljajo posle in sestanki. Bogotá je rastoča mednarodna destinacija za srečanja.
16. svetovni vrh Nobelovih nagrajencev za mir je potekal od 2. do 5. februarja 2017 v Bogoti v Kolumbiji. One Young World je najpomembnejši svetovni forum za mlade voditelje, stare od 18 do 30 let. Bogota v Kolumbiji je mesto gostiteljica vrha 2017.
Hoteli v zgodovinskem središču La Candelaria in okolice so namenjeni ljubiteljem kulture in umetnosti. Na tem območju je tudi večina hostlov v mestu. V La Candelaria je veliko muzejev, vključno z Boterov muzej in muzejem zlata. V bližini La Candelaria je Cerro Monserrate, do katerega se lahko pripeljete z žičnico ali vzpenjačo.
Pomembne znamenitosti v Bogoti so botanični vrt José Celestino Mutis, Quinta de Bolívar, nacionalni observatorij, planetarij, Maloka, opazovalno točko Colpatria, opazovalno točko La Calera, spomenik ameriških zastav in La Candelaria (zgodovinsko okrožje mesta). Tu je tudi Usaquen, kolonialna znamenitost, kjer sta malica in bolšji trg ob nedeljah tradicionalna dejavnost. Mesto ima številne zelene parke in zabaviščne parke, kot sta Salitre Magico ali Mundo Aventura.
Zelene površine v okolici Bogote so odlične lokacije za ekološki turizem in pohodniške dejavnosti. V vzhodnih gorah mesta, le nekaj minut hoje od glavnih cest, sta slapova Quebrada La vieja in Chapinero, dve od številnih zelenih točk za oglede in turizem s čistim zrakom.
- Svetišče na Monserratu
- Centro Andino
- La Candelaria, zgodovinsko središče mesta
- Maloka

## Izobraževanje
Bogota, znana kot Atene v Južne Amerike,[91] ima obsežen izobraževalni sistem tako osnovnih kot srednjih šol in fakultet. Zaradi nenehnega preseljevanja ljudi v glavno mesto države je razpoložljivost kvot za brezplačen dostop do izobraževanja, ki ga ponuja država, pogosto nezadostna. Mesto ima tudi raznolik sistem kolidžev in zasebnih šol.
Obstajajo številne univerze, tako javne kot zasebne. V letu 2002 je bilo skupaj 113 visokošolskih zavodov; v Bogoti je več univerz, ki so delno ali v celoti akreditirane pri NAC (Nacionalni akreditacijski svet): Nacionalna univerza Kolumbije, Andska univerza, District University of Bogotá, La Salle University, Univerza La Sabana, Papeška Univerza Xavierian, Univerza Gospe rožnega venca, Universidad Externado de Colombia, Vojaška univerza Nueva Granada, Centralna univerza, Kolumbija, Univerza El Bosque, Ameriška univerza, Univerza Sergio Arboleda, Univerza Jorge Tadeo Lozano, Universidad Piloto de Colombia, Katoliška univerza Kolumbija, univerza Tomaža Akvinskega in Universidad Pedagógica Nacional.
Mesto ima univerzitetno mesto v kampusu Nacionalne univerze Kolumbije, ki je v tradicionalnem sektorju Teusaquillo. Je največji kampus v Kolumbiji in eden največjih v Latinski Ameriki.
- "El Claustro" pri Univerzi Del Rosario
- Stavba znanosti in tehnologije "Luis Carlos Sarmiento" na nacionalni univerzi Kolumbije
- Centro Ático pri Papeški univerzi Xavierian
- Stavba Mario Laserna pri Andski univerzi
- Stavba Libertators na univerzi El Bosqu
- Univerza Sergio Arboleda
- Glavni samostan na univerzi svetega Tomaža Akvinskega

## Arhitektura
Urbana morfologija in tipologija kolonialnih zgradb v Bogoti se ohranjata od poznega 19. stoletja, dolgo po osamosvojitvi Kolumbije (1810). Ta vztrajnost kolonialnega okolja je še vedno vidna, zlasti v La Candelariji, zgodovinskem središču Bogote. Ohranjene so tudi kolonialne hiše v dveh nadstropjih z dvorišči, dvokapnimi strehami, keramičnimi ploščicami in balkoni. V nekaterih primerih so bili ti balkoni v republikanskem obdobju zaprti s steklenimi okni, kar je bila značilnost arhitekture tega sektorja (na primer hiša Rafaela Pomba).
Republikanska arhitektura je bil slog, ki je prevladoval med letoma 1830 in 1930. Čeprav so bili poskusi utrditve sodobnega arhitekturnega jezika, sta edina vidna primera Univerziteno mesto in Belo mesto na Nacionalni univerzi Kolumbije (zgrajena od 1936 do 1939). To delo je razvil nemški arhitekt Leopold Rother, čeprav so pri načrtovanju stavb kampusa sodelovali arhitekti racionalističnih smeri. Obstajajo tudi arhitekturni trendi, kot so art deco, ekspresionizem in organska arhitektura. Ta zadnji trend so zaznamovali bogotanski arhitekti v drugi polovici 20. stoletja, kot je Rogelio Salmona.
Leta 2015 je bil odprt BD Bacatá, ki je presegel stolp Colpatria in postal najvišja stavba v mestu in Kolumbiji. Stavba naj bi bila začetek prenove mestnega jedra.
- Poslovni center Santa Barbara
- Viktorijanska arhitektura v Teusaquillo
- Torres del Parque
- Arena za bikoborbe Santa Maria
- BD Bacatá, ki je v gradnji, bo najvišja stavba v mestu.

Bogotá je dom zgodovinskih zapisov, shranjenih v Splošnem nacionalnem arhivu, zbirki približno 60 milijonov dokumentov, ki je eno največjih skladišč primarnih zgodovinskih virov v Latinski Ameriki. Bogota je tudi dom glasbenega arhiva stolnice v Bogoti (z tisoči knjig in kolonialnega obdobja zborovskih pesmi), Nadškofijskega arhiva, Arhiva koncilskega semenišča v Bogoti, Nacionalne univerze za zgodovino arhiva Kolumbije in Arhiva kovnica v Bogoti, pod Banko republike.
Pred španskim osvajanjem so bila prepričanja prebivalcev Bogote del vere Muisca. Od kolonialnega obdobja dalje je bilo mesto pretežno rimskokatoliško. Dokaz tega verskega izročila je število cerkva, zgrajenih v zgodovinskem mestnem jedru. Mesto je od 22. marca 1564 sedež rimskokatoliške nadškofije Bogotá. Sedež nadškofa je primarna stolnica v Bogoti; sama nadškofija je v novih stavbah na severu mesta. Danes velika skupina prebivalstva izjavlja, da ne izvaja obredov.

## Mednarodni odnosi

### Pobratena mesta
Bogotá je pobratena z naslednjimi mesti:
- New York, ZDA[37]
- London, United Kingdom[38]
- Čikago, ZDA (2009)[39]
- Bejrut, Libanon
- Washington, D.C., ZDA[navedi vir]
- Seul, Južna Koreja[40]
- Bagdad, Irak.[41]
- Dubaj, Združeni Arabski Emirati (2008)[navedi vir]
- Miami, ZDA (1971)[42]
- Teheran, Iran
- Lahore, Pakistan[43]

### Zveza Ibero-ameriških prestolnic
Bogotá je del Zveze Ibero-ameriških prestolnic from 12 October 1982 establishing brotherly relations with the following cities:
- Andorra la Vella, Andora
- Asunción, Paragvaj
- Brasilia, Brazilija
- Buenos Aires, Argentina
- Caracas, Venezuela
- Guatemala City, Gvatemala
- Havana, Kuba
- La Paz, Bolivija
- Lima, Peru
- Lizbona, Portugalska
- Madrid, Španija
- Managua, Nikaragva
- Ciudad de Mexico, Mehika
- Montevideo, Urugvaj
- Panama City, Panama
- Quito, Ekvador
- San José, Kostarika
- San Juan, Portoriko, ZDA
- San Salvador, El Salvador
- Santiago de Chile, Čile
- Santo Domingo, Dominikanska republika
- Tegucigalpa, Honduras

### Partnerstva in sodelovanja
Obstajajo tudi druge oblike sodelovanja in mestnega prijateljstva, podobne programom pobratenih mest:
- Torino, Italija[45]